# Каракога (Актогайський район)
Каракога́ (каз. Қарақоға) — село у складі Актогайського району Павлодарської області Казахстану. Входить до складу Акжольського сільського округу.
Населення — 55 осіб (2021; 79 у 2009, 134 у 1999, 272 у 1989).
Національний склад станом на 1989 рік:
- казахи — 100 %.